# Временное блокирование зон роста
Временное блокирование зон роста (син.: временный эпифизеодез; англ.: stapling, guided growth, epiphysiodesis) — метод лечения, в основе которого лежит воздействие на естественный процесс роста сегментов конечностей для лечения различных деформаций у детей.

Метод блокирования зон роста может быть использован для:
- коррекции угловых деформаций коленного, голеностопного суставов (вальгусная деформация, варусная деформация, антекурвация (сгибательная контрактура коленного сустава), эквинусная деформация стопы)[1, 2]
- лечения разницы в длине ног до 5-6 см [3]